# Jeanne xứ Bourbon
Jeanne xứ Bourbon (3 tháng 2 năm 1338 - 6 tháng 2 năm 1378) là Vương hậu của Pháp với tư cách là vợ của Charles V của Pháp. Bà đóng vai trò cố vấn chính trị của ông và được bổ nhiệm làm nhiếp chính tiềm năng trong trường hợp là một nhiếp chính phụ.

## Tiểu sử

### Thời trẻ
Sinh ra ở lâu đài Vincennes (Château de Vincennes), Jeanne là con gái của Pierre I xứ Bourbon, và Isabelle xứ Valois.
Từ tháng 10 năm 1340 đến ít nhất là 1343, các cuộc đàm phán và hiệp ước đã được thực hiện để cô kết hôn Amadeus VI, Bá tước Savoy. Mục tiêu là đưa Savoy gần gũi hơn với ảnh hưởng của Pháp.

### Vương hậu
Vào ngày 8 tháng 4 năm 1350, bà kết hôn với anh họ (thực ra là cháu họ của mình vì Isabelle xứ Valois là em họ của Jean II), Charles V của Pháp tương lai, tại Tain-l'Hermitage. Sinh cách nhau mười ba ngày, cả hai đều 12 tuổi. Khi Charles lên ngôi năm 1364, Jeanne trở thành Vương hậu Pháp.
Vương hậu Jeanne và Charles V đã có một mối quan hệ căng thẳng trong suốt thời gian trị vì của ông vì sự không chung thủy với Biette de Cassinel, nhưng mối quan hệ của họ đã được cải thiện khi ông trở thành Vua và theo ghi chép, đôi khi ông tâm sự với bà về chính trị và vấn đề văn hóa và dựa vào lời khuyên của bà.. Theo truyền thống, Jeanne bị đồn đã lấy nhà thơ Hippolyte de Saint-Alphon cho một người yêu, là cha ruột của đứa con John, người sinh ra và chết vào năm 1366.
Vương hậu Jeanne được mô tả là mỏng manh về tinh thần, và sau khi sinh con trai Louis vào năm 1372, bà bị suy sụp tinh thần hoàn toàn. Charles V lo lắng sâu sắc, ông đã hành hương và cầu nguyện nhiều cho sự phục hồi cho bà. Khi bà hồi phục và lấy lại trạng thái bình thường vào năm 1373, Charles V đã chỉ định người giám hộ hợp pháp của mình và nhiếp chính của Pháp nếu ông qua đời khi con trai và người thừa kế vẫn còn tuổi vị thành niên.

### Qua đời và chôn cất
Ngay sau 3 ngày sinh nhật ở tuổi 40 của mình, Jeanne qua đời do suy kiệt sức khỏe sau khi sinh người con cuối cùng của mình Catherine 2 ngày trước tại Dinh thự Hoàng gia Hotel Saint-Pol, ngày 6 tháng 2 năm 1378(theo năm 1377 kiểu lịch cũ). Nhà sử học Froissart  ghi lại rằng Jeanne đã tắm theo lời khuyên của Bác sĩ nhưng ngay sau đó, bà chuyển dạ và qua đời luôn sau khi sinh Catherine. Nhà vua bị suy sụp tinh thần nặng, và cũng qua đời 2 năm sau đó. Trái tim của hoàng hậu bị chôn vùi trong tu viện Cordeliers còn phần thi thể lại ở trong Tu viện cổ Couvent des Célestins. Tuy nhiên trong Cách mạng Pháp, thi thể của bà đã bị mạo phạm và không còn tàn tích. Nhưng sau khi tìm thấy, thi thể của Jeanne được chôn cất trong vương cung thánh đường St.Denis.

### Con cái
Jeanne và Charles có chín người con. Hai trong số họ đến tuổi trưởng thành: Katherine, đứa con cuối cùng của bà sống sót được lâu hơn những đứa con chết yểu kia nhưng lại qua đời lúc mới 9 tuổi.
1. Jeanne (tháng 9 năm 1357 - 21 tháng 10 năm 1360), chết yểu.
2. Bonne (1358-1360), an táng cạnh chị gái
3. Jean (Vincennes, 6 tháng 6 năm 1366 - 21 tháng 12 năm 1366)
4. Charles VI của Pháp (3 tháng 12 năm 1368 - 22 tháng 10 năm 1422), Vua Pháp.
5. Marie (Paris, 27 tháng 2 năm 1370 - tháng 6 năm 1377, Paris)
6. Louis (13 tháng 3 năm 1372 - 23 tháng 11 năm 1407), Công tước xứ Orleans.
7. Isabelle (Paris, 24 tháng 7 năm 1373 - 13 tháng 2 năm 1377, Paris)
8. Jean (1374-1376)[5]
9. Catherine (Paris, 4 tháng 2 năm 1378 - tháng 11 năm 1388).

## Hình ảnh

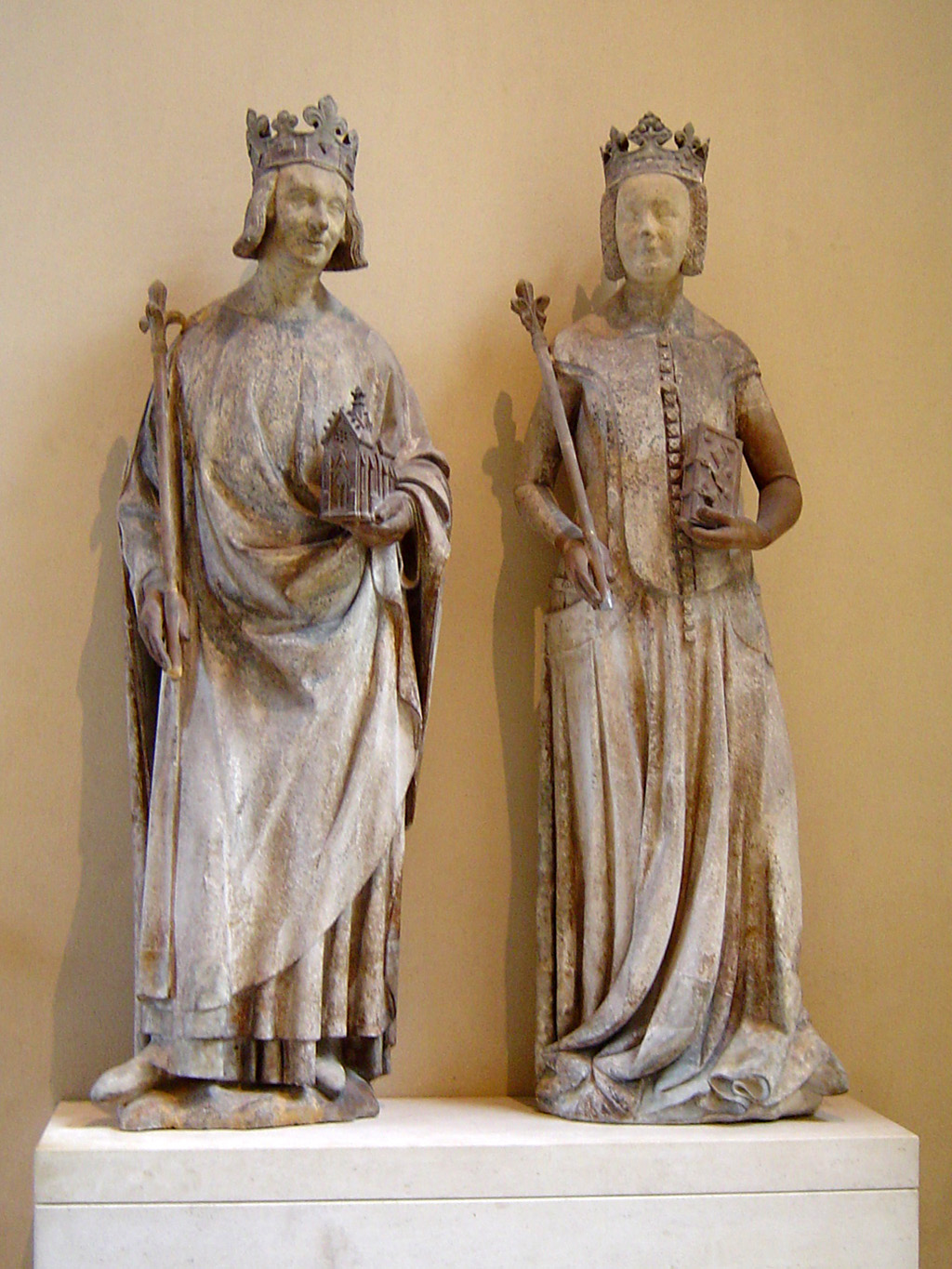
Charles V và vương hậu Jeanne, hiện đang trưng bày ở bảo tàng Louvre.
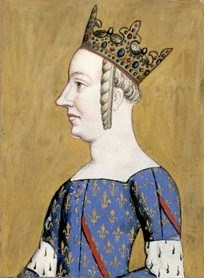
Jeanne xứ Bourbon trong chân dung tưởng tượng
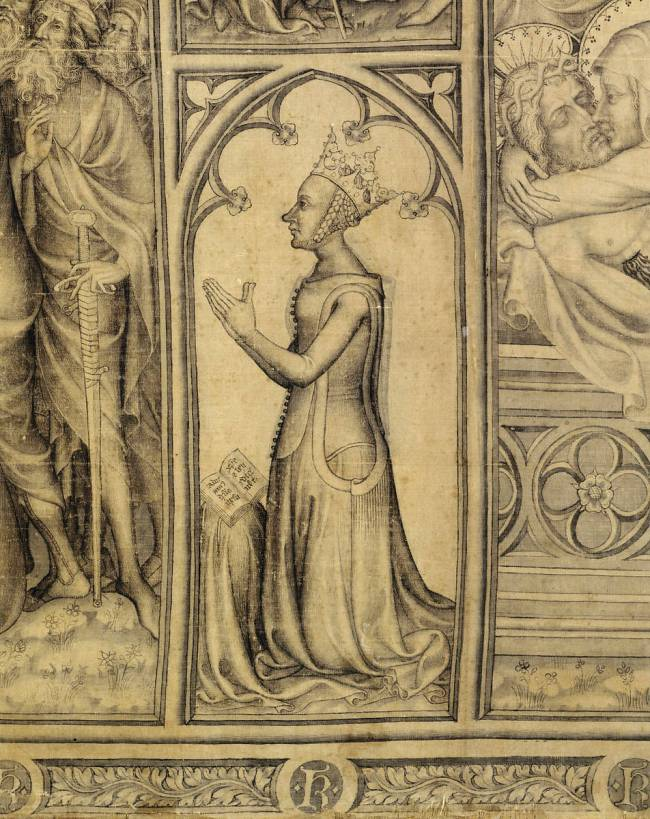
Jeanne xứ Bourbon
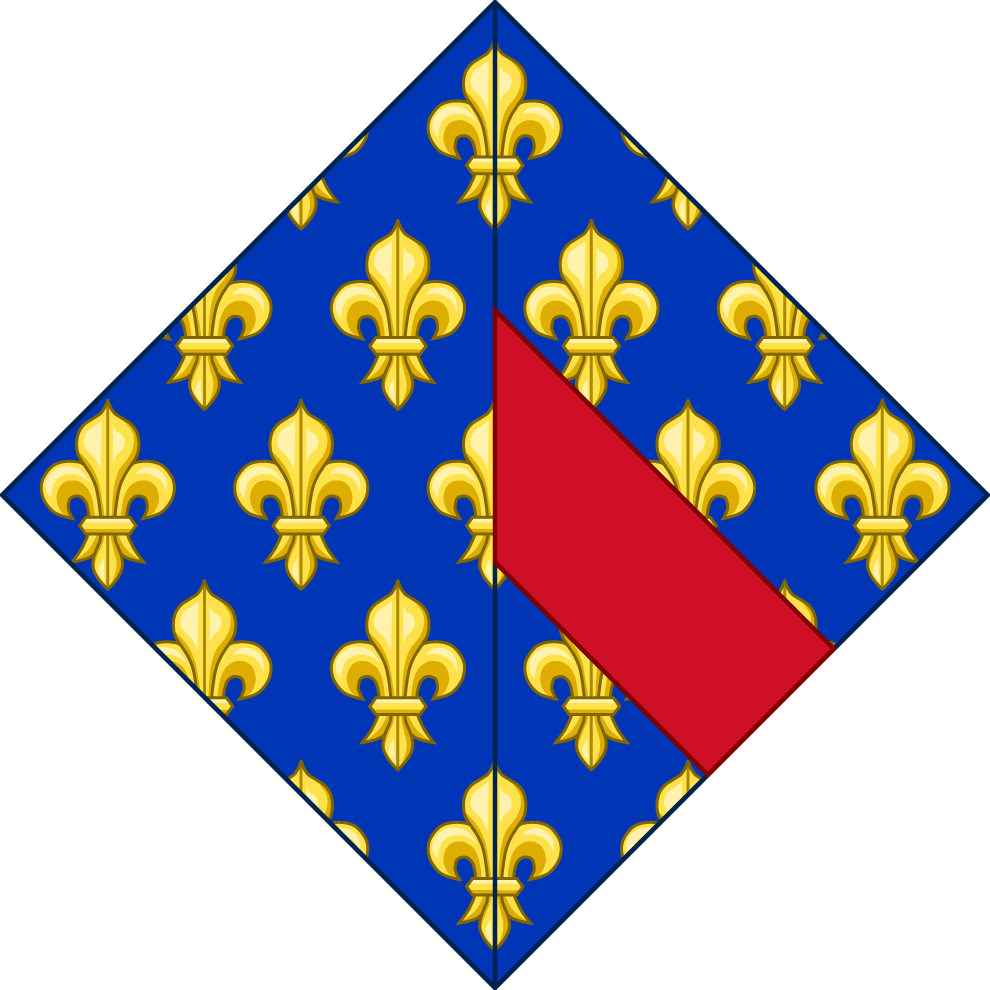
Phù hiệu của Jeanne.
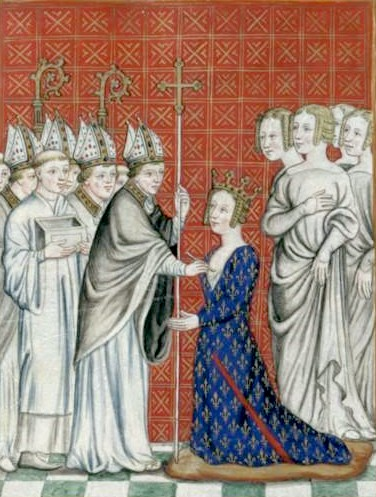
Lễ đăng quang của Jeanne.